# Jean-Jacques Olier
Jean-Jacques Olier (Parigi, 20 settembre 1608 – Parigi, 2 aprile 1657) è stato un presbitero francese, fondatore della Compagnia dei Sacerdoti di San Sulpizio.

## Biografia
Jean-Jacques Olier de Verneuil nacque a Parigi il 20 settembre 1608 in una nobile famiglia appartenente all'alta magistratura. Dopo gli studi di teologia in Sorbona, maturò la vocazione religiosa sotto la guida spirituale di san Vincenzo de' Paoli, e venne ordinato sacerdote il 21 maggio del 1633.
Dopo aver predicato per qualche tempo le missioni popolari in Alvernia, nel 1641 fondò a Vaugirard un seminario destinato alla formazione sacerdotale della gioventù: quando, nel 1642, Olier venne nominato parroco di Saint-Sulpice, la sede del suo istituto fu trasferita nei pressi della parrocchia, dove diede vita ad una compagnia di sacerdoti (detta di Saint-Sulpice) destinata alla direzione dei seminari.
Nel 1652 lasciò il ministero pastorale per motivi di salute, pur mantenendo la direzione del seminario parigino. Morì a Parigi il 2 aprile 1657. Fu autore di numerosi scritti spirituali e mistici.

## Opere
- Lettres de M. Olier, 2 vol., ed. E. Levesque, de Gigord, Paris, 1935
- Le catéchisme chrétien et La journée chrétienne, ed. F. Amiot, Le Rameau, Paris, 1954
- Introduction à la vie et aux vertus chrétiennes, ed. F. Amiot, Le Rameau, Paris, 1954
- Le traité des Saints-Ordres, comparé aux écrits authentiques de Jean-Jacques Olier († 1657), ed. G. Chaillot, P; Cochois, I. Noye, Procure de la Compagnie de Saint-Sulpice, Paris, 1984
- L'Esprit des cérémonies de la messe, ed. C. Barthe, Le Forum, Perpignan, 2004
- L'Ame cristal. Des Attributs divins en nous , ed. Mariel Mazzocco, Parigi, Editions du Seuil, 2008; trad. it. L'anima cristallina. Le perfezioni divine che sono in noi, a cura di M. Mazzocco, Padova, Edizioni Messaggero Padova, 2010
- De La Création du monde à La Vie divine, ed. M. Mazzocco, Parigi, Editions du Seuil, 2009
- Des anges. Fragrances divines et odeurs suaves, ed. M. Mazzocco, Parigi, Editions du Seuil, 2011
- Tentations diaboliques et Possession divine, ed. M. Mazzocco, Parigi, Champion, 2012.